# Toray Pan Pacific Open 2003 - Doppio
Il doppio del torneo di tennis Toray Pan Pacific Open 2003, facente parte del WTA Tour 2003, ha avuto come vincitrici Elena Bovina e Rennae Stubbs che hanno battuto in finale Lindsay Davenport e Lisa Raymond con il punteggio di 6–3, 6–4.

## Teste di serie
1. Cara Black /  Elena Lichovceva (quarti di finale)
2. M Shaughnessy /  Ai Sugiyama (semifinali)

1. Elena Bovina /  Rennae Stubbs (campionesse)
2. Jelena Dokić /  Nadia Petrova (quarti di finale)

## Tabellone

### Legenda
| - Q = Qualificato - WC = Wild card - LL = Lucky loser | - ALT = Alternate - SE = Special Exempt - PR = Protected Ranking | - w/o = Walkover - r = Ritirato - d = Squalificato |